# Cobitis calderoni
Cobitis calderoni е вид лъчеперка от семейство Cobitidae. Видът е застрашен от изчезване.

## Разпространение
Разпространен е в Испания и Португалия.

## Описание
На дължина достигат до 10 cm.
Продължителността им на живот е около 3 години. Популацията на вида е намаляваща.